# Treron phoenicopterus
El vinago patigualdo o vinago de patas amarillas (Treron phoenicopterus) es una especie de ave columbiforme de la familia Columbidae. Está ampliamente extendido en Asia, encontrándose en Bangladés, Bután, Camboya, China, India, Laos, Birmania, Nepal, Pakistán, Sri Lanka, Tailandia y Vietnam. En la India se lo considera el ave estatal de Maharashtra.

## Taxonomía
Se reconocen las siguientes subespecies:
- Treron phoenicopterus phillipsi
- Treron phoenicopterus chlorigaster
- Treron phoenicopterus phoenicopterus
- Treron phoenicopterus viridifrons
- Treron phoenicopterus annamensis